# Четвёртое (озеро)
Четвёртое — озеро в Челябинской области, расположено на территории Озёрного сельского поселения Красноармейского района и Копейского городского округа, в 8 километрах восточнее Тракторозаводского района Челябинска.

## География
Западнее расположены озёра Первое, Второе и Третье. Ближайшие населённые пункты — посёлки Озёрный, Вахрушево, Горняк. Ближайшие железнодорожные станции — 2121 км и Козырево в Копейске на историческом ходе Транссиба. Севернее проходит автодорога Р254.